# Kadetskolefilmen
Kadetskolefilmen er en dansk dokumentarfilm fra 1939 med ukendt instruktør.

## Handling
Filmen giver et indtryk af kadetternes liv og uddannelse på Søværnets gamle kadetskole i Gernersgade. Siden kadetkorpset oprettedes i 1701, da marinen selv tog hånd i hanke med søofficerernes uddannelse, har skolen haft til huse flere forskellige steder i København.